# نادژدا شووایوا-اولخووا
نادژدا شووایوا-اولخووا (انگلیسی: Nadezhda Shuvayeva-Olkhova؛ زادهٔ ۹ سپتامبر ۱۹۵۲) بازیکن بسکتبال اهل اتحاد جماهیر شوروی سوسیالیستی بود.